# Högskolan Kristianstad
Högskolan Kristianstad är en svensk statlig högskola i Kristianstad grundad 1977. Högskolan har fyra fakulteter, cirka 14 000 studenter, de flesta på distansutbildningar och drygt 5000 på heltidsstudier och 500 anställda. Högskolan bedriver undervisning och forskning i ett flertal ämnen, bland annat inom ekonomi, pedagogik, omvårdnad, samhällskunskap, datavetenskap, gastronomi, landskapsvetenskap och beteendevetenskap.
Rektor för högskolan är sedan 2015 Håkan Pihl.Ordförande i högskolestyrelsen är Björn Brorström. Studentkåren vid Högskolan Kristianstad är Kristianstad studentkår.

## Organisation
Vid högskolan finns fyra fakulteter som bedriver forskning och utbildning i samverkan med samhället. Varje fakultet leds av en dekan. Fakulteterna är:
- Fakulteten för ekonomi
- Fakulteten för hälsovetenskap
- Fakulteten för lärarutbildning
- Fakulteten för naturvetenskap.

Dessutom finns viss gemensam verksamhet som Bibliotek och högskolepedagogik (BHP) och administrativa avdelningar.

## Kristianstad Näsby
Högskolan Kristianstad hade sina lokaler i centrala Kristianstad fram till 1995. Då flyttade högskolan till det då avvecklade Norra skånska regementets (P 6) kasernområde vid Näsby i nordvästra delen av staden. Här finns huvuddelen av högskolans utbildningar samlade. Både utbildningar med en lång tradition i Kristianstad, som lärarprogram och sjuksköterskeprogram, och nyare profilprogram där man kan läsa t.ex. till gastronom eller landskapsvetare.

## Hässleholm
År 2001 startade dåvarande institutionen för teknik i samarbete med Hässleholms kommun ett utbildningsprogram i systemutveckling på Norra Station i centrala Hässleholm. Detta utbildningsprogram kompletterades år 2006 med särskilt program inriktat på interaktiv ljuddesign. År 2005 införlivades den datortekniska KY-utbildningen vid Yrkeshögskolan Syd och bildade ett utbildningsprogram för IT-drifttekniker med inriktning System Management. Höstterminen 2007 startades även ett särskilt högskoleingenjörsprogram med inriktning datateknik. 2014 flyttades samtliga utbildningar från Norra Station till Campus Kristianstad.

## Kristianstad Centrum
2023 beslutades att högskolan senast 2030 ska flytta till nya lokaler nära centralstationen. 2024 blev det klart att högskolan flyttar till  tomten för Galleria Boulevard i centrum. 

## Historia

### Före högskolan
- 1835 Lärarutbildningen startas i Hertig Carls skola, numera Bishops Arms i Kristianstad. Där går lärdomsskolans 75 elever. I huset finns också en barnskola och en primitiv form av lärarutbildning, knuten till barnskolan.
- 1874 på sommaren startade ett småskoleseminarium. Skolan upphörde 1889 då landstinget inte gav skolan bidrag. 1893 återupptogs småskoleseminariet. Småskoleseminariet nedlades 1929. Litterarur :Kristianstads läns landstings småskoleseminarium 1874-1929 : en epok i landstingets och lärarutbildningens historia.
- 1893 Sjuksköterskeutbildningen startas med fyra elever i sänder som gick en fyra månader lång kurs. En praktisk utbildning med teoretiska inslag. Men den utvecklades inte som tänkt, kanske på grund av en korta utbildningstiden.
- 1947 bildas Folkskoleseminariet i Kristianstad.
- 1968 Folkskoleseminariet i Kristianstad blir Lärarhögskolan i Kristianstad.
- 1971 Förskollärarutbildningen startar som en utbildningslinje på Lärarhögskolan i Kristianstad.
- 1972 Kristianstads kommun börjar arbeta för att få en högskola.
- 1973 flyttade sjuksköterskeutbildningen till Milnerskolan från Vårdskolan på Lasarettsboulevarden. Utbildning var kvar där till mitten av 1980-talet då den återflyttade till Lasarettsboulevarden.
- 1975 Riksdagen fattar beslut om högskola i Kristianstad med 4 000-5 000 studenter. Utbildningarna till låg- och mellanstadielärare slopas. Förskollärarlinjen utökas och fritidspedagoglinjen tillkommer.

### Kristianstad högskola
Högskolans hade sitt första läsår 860 studenter, varav 576 på heltid långt från målet på 4 000–5 000 studenter. 1994 var högskolan utspridd på tolv olika platser i staden men efter beskedet att Norra skånska regementet (P 6/Fo 14) skulle läggas ner kunde högskolan flytta till kasernerna på Näsby. Högskolan hade då 4 400 studenter.
- 1977 bildas Högskolan Kristianstad i samband med den nya högskolereformen. Högskolan har då drygt 800 studenter. En av de nya högskoleregioner som skapas är den södra och däri ingår Lund, Malmö, Kristianstad, Halmstad, Kalmar och Växjö.
- 1978 Den första ingenjörsutbildningen startar i Kristianstad, polymeringenjörsutbildning.[8]
- 1981 Låg- och mellanstadielärarutbildningar tillbaka i ny form.
- 1985 Högskolan tar över ekonomutbildningarna som började i Växjö 1982. Diskussioner om att bygga till Södra skolan (numera Christian 4:s Gymnasium) börjar.

### Högskolan har lokalbrist
- 1987 Högskolan är trångbodd och ekonomistudenterna flyttar till Kronohuset och Yllan.
- 1989 Byggnadsingenjörslinjen startas i Hässleholm.
- 1991 Yrkesinspektionen förbjuder att vissa av högskolans lokaler används på grund av mögelangrepp och mindre ras.
- 1992 Regementen A3 och P6 läggs ner. Förslaget att flytta högskolan till P6 på Näsby blir omstritt. Ekonomilärare vill ha en etablering på gamla gasverktomten ville bilda egen högskola. Landstinget vill inte flytta den landstingskommunala högskolan till Näsby.
- 1993 Högskolestyrelsen fattade beslutet att flytta högskolan till P6.

### Högskolan på Näsby[9]
- 1994 Ombyggnaden av P6 kaserner började. Utbildningsminister Per Unckel får hålla sitt invigningstal på högtalartelefon på grund av flygstrejk. Kaj Björk lämnar högskolan efter 17 år som rektor.
- 1995 Högskolan flyttade till kasernerna på Näsby.
- 1998 Högskolan och landstingets vårdskola gick 1998 ihop till en enhet.[10]. Sjuksköterskeutbildningen drevs tidigare av landstinget ”Landstingets Högskola”. Den låg på Lasarettsboulevarden.
- 1999 Högskolan fick egen forskningspark, Krinova.
- 2001 Landskapsvetarprogrammet startas i Kristianstad. Utbildningsprogrammet datasystemutveckling, startar som första program på Norra Station i Hässleholm.
- 2004 Gastronomiutbildningen startas.
- 2010 Utbyggnad av hus 7 och mötesplats glashuset färdigställs.[11]
- 2014 Datautbildningen i Hässleholms  flyttas till Kristianstad.[12]
- 2016 Högskolan startar beteendevetenskapligt program som får 4 000 sökande.
- 2017 Högskolans rektor Håkan Pihl föreslår att högskolan flyttas till ett centralare läge, gamla Tivolibadets tomt.[13]  40 000 sökte till utbildningar vid Högskolan som fyllde 40 år.

- 2019 Högskolan får examensrätt för forskarutbildning inom utbildningsvetenskap och vårdvetenskap,[14]
- Högskolan beslutar att flytta till tomten för Galleria Boulevard.[15]

## Rektorer
- Kaj Björk (1977–1993)
- Bengt Lindner, tf rektor (1993–1994)
- Claes I Helgesson (1995–1997)
- Bengt Lindner, tf rektor (1997–1998)
- Bengt Lörstad (januari 1999–december 2004)
- Thomas Nordström (januari 2005–september 2005)
- Malin Irhammar, tf rektor (september 2005–december 2006)
- Lars Carlsson (januari 2007–januari 2013)
- Sanimir Resić (februari 2013–februari 2015)
- Ann-Sofi Rehnstam-Holm, tf rektor (2015)
- Håkan Pihl (mars 2015–)